# ساموئل مشام، بارون اول مشام
ساموئل مشام، بارون اول مشام (انگلیسی: Samuel Masham, 1st Baron Masham؛ ۱۶۷۹ – ۱۷۵۸) نظامی و سیاستمدار اهل پادشاهی بریتانیای کبیر بود.